# DJ 소울스케이프
DJ 소울스케이프(DJ Soulscape, 본명: 박민준, 1979년 7월 21일 ~ )는 대한민국의 힙합 DJ 겸 프로듀서이다. 1997년에 데뷔하여 1998년 클럽 MP의 DJ로 활동을 시작하였으며 데뷔 앨범 180g Beats가 한국 힙합 명반으로 평가받으면서 명실상부하게 대한민국 제1의 디제이로 자리잡았다. 이후 마스터플랜 소속으로 자신의 레이블 Strange Sweet Sounds 활동 및 수많은 믹스테입 발표를 했으며, 2005년부터는 다양한 음악을 들려주는 것을 모토로 하는 파티 유닛 360 Sounds를 시작하여 현재까지 이끌고 있다. 이외에도 음악 관련 다방면 활동을 해오면서, 대한민국 턴테이블리즘 음악의 선구자로 다양한 장르의 바이닐 레코드를 탐구하며 여러 문화 영역에서 폭넓은 활동을 해오고 있다.

## 바이오그래피

### 데뷔
DJ Soulscape는 1979년 7월 21일, 서울에서 태어나 유년기를 홍콩에서 보냈으며, 부모님이 과거에 성악가인데다가 다양한 장르의 음악에 관심이 많았던 덕분에 다양한 장르의 음악을 어릴 적부터 접하였다. 특히 그가 DJ에 관해 관심을 가지게 된 것은 1985년 그래미 어워드에서 Herbie Hancock과 Grandmixer D.ST의 협연 무대를 보고 나서부터였다. 이어 AFKN 라디오 등을 통해 힙합을 접한 그는 BLEX 등의 PC통신 힙합 동호회에서 활동을 하면서, DJ Wreckx 등과 친분을 쌓아 레코드 및 턴테이블 등을 구입하고 DJ로써의 꿈을 키우게 되었다. 그가 처음 DJ로 활동을 시작한 것은 1998년 겨울 신촌 클럽 MP에서였다. 그곳에서 Pe2ny, 디지, MC 신건, 만두 등과 만나 밴드 PDPB를 결성하여 짧게 활동하였다가, 다시 Pe2ny와 함께 2인조 그룹 Soul Chamber를 결성하여 활동하였다. Soul Chamber는 MP HIP-HOP Project 2000 超 앨범에 〈길〉이라는 트랙을 수록했는데 이것이 DJ Soulscape로써는 최초의 공식 음원 발표였다. Soul Chamber는 이 트랙 하나만을 남기고 해체하였다.
이후 2000년 그동안 쌓아왔던 샘플링 기술과 노하우를 집약하여 데뷔 앨범 180g Beats를 발표하였다. Seven(다 크루), MC 메타, 대팔, Leo Kekoa 등 당시의 대표적인 MC들이 모두 참여한 이 앨범은, 발매 초기에는 반응이 미약하였으나 점차 연주곡과 랩곡의 균형감 있는 앨범 구성과 샘플들의 오묘한 조합 등으로 한국 힙합을 한 단계 끌어올렸다는 호평을 받는 등 각종 비평, 언론 매체의 지지를 받았으며, 이후 2008년 대중음악 100대 명반 중 77위에 선정되는 쾌거를 낳았다. 그러나 DJ Soulscape는 앨범 발매 직후인 2000년 가을 군입대를 하여 당분간 활동이 중단되었다. 군복무 기간 동안 그는 1인 레이블 Strange Sweet Sounds를 만들고, 자신의 또다른 자아 Espionne를 만들었다. Espionne는 힙합이 아닌 라운지 음악을 하는 그의 또다른 자아로, 2002년 봄 《어쩌면》을 발표하면서 첫 인사를 하였다. 어쩌면은 이 미니 앨범에 앞서 MP HIPHOP Project 2001 대박을 통해 오리지널 트랙이 수록되었다.

### 2집 발표, 그리고 360 Sounds
군 제대 후 그는 레이블화된 마스터플랜과 계약을 맺고 정식 소속 아티스트로 활동을 시작하였다. 그는 이 시기를 전후하여서도 꾸준히 국내외 실력있는 힙합 팀들의 작곡, 프로듀싱에 참여하였으며 CF, 영화 음악 등 여타 분야에도 진출하였다. 2003년 그는 두 번째 음반 Lovers를 발표하였는데, 이 앨범은 1집과 반대로 인스트루멘털 음악이 대부분을 차지한 감상용 음반이었다. 그는 힙합적인 방법론을 기초하여 소울, 훵크, 재즈, 경음악, 프렌치팝, 보사노바 등 60-70년대 다양한 음악적 요소를 차용해 좋은 평을 이끌어냈다. 이듬해 Lovers는 한국대중음악상 시상식 크로스오버 부문 후보에 지명되기도 하였으며, 2005년엔 수록곡 Love is a Song은 이후 영화 《태풍태양》의 OST로도 차용되었다.
이 시기 DJ Soulscape는 여러 뮤지션 및 리스너에게서 명실상부한 프로듀서로 인정받았으며, 그 또한 힙합 외의 다양한 시도를 하기 시작하였다. 그 중 하나로는 올드 스쿨 유닛 Humorous 3를 시작한 것이 있다. DJ Soulscape와 각나그네, Make-1(일 스킬즈), 6point가 함께 한 이 팀은 공연 퍼포먼스 팀으로 처음 조직되었으며, 6point의 탈퇴 이후로도 활동을 이어나가 추후 360 Sounds 크루의 근간이 되기도 하였다. Humorous 3는 2007년 정규 앨범을 제작할 예정이었으나 여러 사정으로 무산되었다.
2005년 11월부터는 "360 종류의 다양하고 신선한 음악, 문화, 기회를 젊은 아티스트와 트렌드세터에게 제공한다"라는 모토 아래 파티 유닛 DJ Jinmoo, Plastic Kid 등과 함께 360 Sounds를 만들었다. 이들은 모토에 맞게 다른 클럽에서 들을 수 없는 좋은 음악을 들려주는 것을 목표로 한 파티 360 Sounds Party를 정기적으로 열었으며, 2007년 초부터는 홍대 앞 클럽 TOOL에서의 정기 파티 Fresh Box로 발전하였다.
한편 2005년에는 I.F.의 데뷔 앨범 We are Music을 총 프로듀싱하기도 하여 힙합 프로듀서로써의 모습도 다시금 보여주었다.

### 2007년 이후
2007년까지 그는 음악 작업은 물론 《GQ》, 《마리끌레르》, 《블링》 등 다양한 잡지에 컨트리뷰터로 과거의 새로운 음악을 소개하는 기고가로, 유열의 음악앨범 등 라디오 방송에서 믹스 세션 및 출연으로, Resfest 및 Sonar Sound Festival 등 다양한 문화 행사에 초청되어 DJ로 활동하며 바쁜 나날을 보냈다. 이 과정에서 그는 그가 발굴한 좋은 6-70년대 한국 대중 음악을 소개하였는데, The Sounds of Seoul이라는 이름 아래 진행된 이 프로젝트는 2년 간의 작업 끝에 2007년 초 하나의 온전한 믹스셋으로 빛을 보았다. 이어 2007년 4월에는 MC들의 프리스타일을 위한, 혹은 디제이들의 믹싱, 블렌딩을 위한 "도구로써의 음악"인 라이브러리 레코드 《창작과 비트》를 발표하였다. 이 앨범은 그 용도에 맞게 힙합플레이야에서 랩 컴페티션에 사용되기도 하였다.
이후로 한동안은 그는 리스너들의 눈에 띄게 드러나는 활동이 많지 않았으나, 오히려 믹스셋 발표, 뮤지션 앨범 참여, 360 Sounds Party 활동을 이어나가며 계속 바쁜 나날을 보냈다. 그가 이 시기 동안 참여한 앨범은 Basick 1집, 가리온 2집, 장재인 데뷔 앨범 등이 있다. 2011년 4월에는 방배동에 레코드샵 "rm360"을 만들고, 360 Sounds의 새로운 활동 거점으로 삼았다.
2012년에는 단독 공연 "Sample-a-delic"을 성황리에 마무리 짓고, 360 Sounds의 7주년 파티/전시를 기획/준비하였으며, 이를 바탕으로 Studio 360이라는 새로운 레이블을 만들어 신인 밴드 Second Session의 프로듀싱 및 활동 기획을 하였다. 더불어 포드 사와 함께 Sound of Fusion이라는 새로운 음악 프로젝트를 시작하여 화제가 되었다. 2013년에는 FUBU의 지원 하에 신인 육성 프로그램 UBK (Unknown Be Known)를 시작하였다.
대표곡: Story, 〈어쩌면〉, Love is a Song, Jasmine, 〈꿈의 여정〉, He and She

## 활동

### 솔로 음반

#### 음반
- 2000년 LP 180g Beats[11]
- 2002년 싱글 《Espionne : 'Strange Sweet Sounds Presents... 어쩌면 Espionne Remixes'》[12]
- 2003년 LP Lovers
- 2007년 스페셜 앨범 《창작과 비트 Vol.1 - Patterns for Words》
- 2008년 디지털 싱글 《내머리》
- 2010년 스페셜 앨범 Belif Music Treatment: The Formula[13]
- 2011년 스페셜 앨범 Belif Music Treatment vol.2: Raindrops
- 2011년 스페셜 앨범 Belif Music Treatment vol.3: Celebration
- 2012년 스페셜 앨범 Belif Music Treatment vol.4: Duophonics
- 2013년 스페셜 앨범 Belif Music Treatment vol.5: Triangle

#### 믹스셋
- 2005년 Espionne : Strange Sweet Sounds Presents TEMA'65[14]
- 2007년 Rest in Peace James Brown Tribute Mix
- 2007년 This is Freshbox Vol.1 - "Freak Unique"
- 2007년 The Sound of Seoul[15]
- 2008년 RAP 1988
- 2009년 Radio Seoul: Session 1
- 2009년 More Sound of Seoul[15]

## 음악 외 활동

### 라디오 게스트
- 2006년 KBS 2FM 《유열의 음악앨범》 `로맨틱 라운지` 코너 고정 게스트
- 2008년 SBS 파워FM 《이적의 텐텐 클럽》 `dj soulscape의 논스톱 드라이브 뮤직` 믹스 DJ
- 2013년 SBS 파워FM AFTER CLUB 진행

## 수상 & 노미네이트
- 2007년 경향신문, 가슴네트워크 선정 한국대중음악 100대 명반 77위 《180g beats》[16]
- 한국 대중음악상 시상식 최우수 크로스오버 부문 후보 《Lovers》 (2003년)[17]
- 2010년 소리바다, 100beat 선정 2000's 베스트 앨범 100 국내 4위 《180g beats》[18]

## 자아

### DJ Soulscape
DJ Soulscape는 그의 데뷔 때 이래로 가져온 그의 자아로, 영혼 (Soul)과 경치 (Scape)의 조합으로 '보이지 않는 것을 보이게 한다'는 의미이며 소문자로 표기한다. 전통적 의미의 힙합 DJ & 프로듀서로 활동할 때 사용하는 예명이다. DJ Soulscape의 이름으로 발표된 작품은 100% 아날로그 바이닐 레코드에서 추출한 소스들로 작업한다.

### Espionne
Espionne ("에스피오네")는 브라질리언, 라운지, 경음악을 작곡하는 그의 또 다른 자아로, 프랑스어로 '관찰자'라는 의미이다. (정확한 한글 발음 표기는 ‘에스삐온’이나 일반적으로 ‘에스피오네’로 널리 통용되고 있다) 그는 인터뷰를 통해 라운지 성향의 작업을 별도의 예명으로 표기하는 이유는 'DJ 소울스케이프'가 라운지 음악을 지향하는 음악가라는 오해를 피하기 위해서라고 밝혔다. 역시 소문자로 표기하며, Espionne의 이름으로 발표된 작품은 작곡, 편곡, 프로듀스, 연주나 세션 등의 전통적인 음악 작법을 활용해 작업한다. Espionne는 자신의 레이블 "Strange Sweet Sounds"를 통해 한 장의 싱글과 몇 장의 믹스셋을 발표하였으며, Kosney Winter Collection, 고양이 이야기, 남과 여... 그리고 이야기 등 다양한 컴필레이션에 참여하였다.

### 기타
- Soultronix는 I.F. 2집 More Than Music의 〈이상해?!〉 프로듀서로 처음 생긴 자아로, Soulscape와 Espionne와는 다른 불협화음을 기반으로 한 전자 음악을 선보였다. 그러나 그 이후로 Soultronix (소울트로닉스)가 모습을 드러낸 적은 아직 없다.
- 레코딩 엔지니어로 활동할 때는 그의 본명 박민준을 사용한다.